# Julia Pereira de Sousa Mabileau
Julia Pereira de Sousa Mabileau (Quincy-sous-Sénart, 20 de septiembre de 2001) es una deportista francesa que compite en snowboard, especialista en la prueba de campo a través.
Participó en dos Juegos Olímpicos de Invierno, obteniendo una medalla de plata en Pyeongchang 2018, en la prueba de campo a través, y el quinto lugar en Pekín 2022, en la misma prueba.
Ganó tres medallas en el Campeonato Mundial de Snowboard, en los años 2021 y 2025.

## Medallero internacional
| Juegos Olímpicos   | Juegos Olímpicos            | Juegos Olímpicos  | Juegos Olímpicos                |
| Año                | Lugar                       | Medalla           | Prueba                          |
| ------------------ | --------------------------- | ----------------- | ------------------------------- |
| 2018               | Pyeongchang (Corea del Sur) | Medalla de plata  | Campo a través                  |
| Campeonato Mundial |                             |                   |                                 |
| Año                | Lugar                       | Medalla           | Prueba                          |
| 2021               | Idre Fjäll (Suecia)         | Medalla de bronce | Campo a través por equipo mixto |
| 2025               | Engadina (Suiza)            | Medalla de oro    | Campo a través por equipo mixto |
| 2025               | Engadina (Suiza)            | Medalla de bronce | Campo a través                  |